# Johanne Brun
Johanne Marie Emilie Brun f. Prieme (23. august 1874 på Frederiksberg – 3. februar 1954 smst) var en dansk operasanger (sopran).
Hun debuterede i 1896 på Det kongelige Teater som Nattens Dronning i Tryllefløjten. Hendes magtfulde stemme mestrede såvel koleraturfaget som de dramatiske partier, der særlig foldede sig ud i Wagner-roller som Brünnhilde i Valkyrien og Isolde i Tristan og Isolde. På grund af utilfredshed med arbejdsforholdene forlod hun i 1916 Det kgl. Teater og blev ansat på operahuse i Tyskland, bl.a. Nürnberg i perioden 1916-22. Hun vendte siden tilbage og sang adskillige gange som gæst på Det kgl. Teater. Hendes stemme er foreviget på fonografvalser. I 1916 blev hun udnævnt til Kongelig kammersangerinde. Hun var gift med operasanger Frederik Brun (1854-1919) fra 1893 til 1906.